# Marie Nilsson (fackföreningsledare)
Marie Susanne Nilsson, född 20 februari 1964 i Morlanda församling i Göteborgs och Bohus län, är en svensk fackföreningsledare, förbundsordförande för IF Metall sedan 2017.
År 2000 blev Marie Nilsson invald i IF Metalls förbundsstyrelse (dåvarande Industrifacket). Hon var 2014–2017 vice ordförande i IF Metall och lämnade då arbetet som heltidsanställd drifttekniker. 2017 efterträdde hon Anders Ferbe som förbundsordförande och blev förbundets första kvinnliga ordförande.